# ريكوه
شركة ريكوه هي شركة يابانية متعددة الجنسيات التصوير و الالكترونيات . تأسست من قبل ريكين زيباتسو في 6 فبراير 1936 باسم ريكين يقع مقر ريكوه في مبنى ريكوه في مدينة تشوأو في طوكيو.

## روابط خارجية
- ريكوهالموقع الرسمي
- ريكوه التصوير الموقع الرسمي